# Kinsey Ridge
Kinsey Ridge är en bergstopp i Antarktis. Den ligger i Västantarktis. Inget land gör anspråk på området. Toppen på Kinsey Ridge är 565 meter över havet.
Terrängen runt Kinsey Ridge är varierad. Trakten är obefolkad. Det finns inga samhällen i närheten.